# 長趾屈筋
長趾屈筋（ちょうしくっきん、Flexor digitorum longus muscle）は人間の下肢の筋肉で第2～5趾DIP関節の屈曲を行う。
脛骨の後面から起始し、腱は屈筋支帯の下を滑液鞘に包まれて足底に達し、下腿で筋は後脛骨筋の上を横切り、足底では長母指屈筋の上を横切り、足底で腱は4本の停止腱に分かれ、第2～5趾の末節骨で停止する。